# Avellara fistulosa
Avellara fistulosa é uma espécie de planta com flor pertencente à família Asteraceae. 
A autoridade científica da espécie é (Brot.) Blanca & C.Díaz, tendo sido publicada em Candollea 40(2): 453 (1985).

## Portugal
Trata-se de uma espécie presente no território português, nomeadamente em Portugal Continental.
Em termos de naturalidade é nativa da região atrás indicada.

## Protecção
Não se encontra protegida por legislação portuguesa ou da Comunidade Europeia.